# Programa Federal Californiano "Healthy Families program"
California Healthy Families Program (HFP) foi a implementação na Califórnia do programa federal "Children's Health Insurance Program" (CHIP) que fornecia seguro de baixo custo oferecendo cobertura de saúde, odontológica e oftalmológica para crianças sem seguro que não se qualificavam para o "Medi-cal".
Como um programa federal, ele foi administrado pelo Departamento de Saúde e Serviços Humanos (HHS) dos EUA e pelo Conselho de Seguro Médico de Risco Gerenciado da Califórnia (MRMIB) a nível estadual.
Como resultado do acordo orçamentário de 2012-2013, quase 900.000 crianças serão transferidas do HFP para o "Medi-Cal" a partir de 2013.